# Ланкастерский договор (1744)

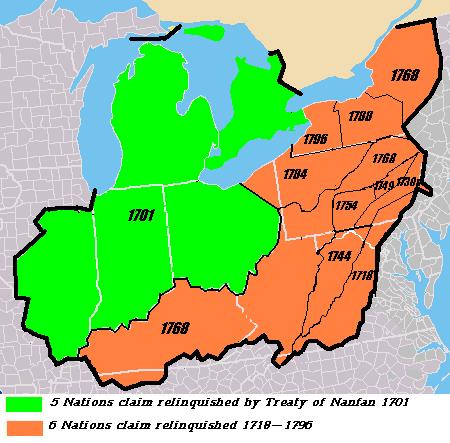
Земли, уступленные ирокезами в 1744 году на карте земельных уступок ирокезов.

Ланкастерский договор (The Lancaster Treaty) — договор между ирокезами, колонией Мэриленд и колонией Вирджиния, заключённый между 28 июня и 4 июля 1744 года в здании суда города Ланкастер. Он касался земельных споров между Мэрилендом, Вирджинией и ирокезами, в основном на территории долины Шенандоа, где пересекались интересы ирокезов и трёх английских колоний.
Конфликт между индейцами и колонистами произошёл из-за различного толкования условий Договора в Олбани в 1722 году. Индейцы полагали, что договор определяет Голубой Хребет западной границей английских колоний, и колонисты не должны его переходить. «Вы можете помнить, что около двадцати лет назад вы заключили договор с нами в Олбани, и тогда вы взяли вампум… и сказали нам, что если кто из воинов Шести Наций перейдёт на вашу сторону Холма, вы его повесите; и вы дали право нам сделать то же самое с любым из вас, кто будет обнаружен на нашей стороне Холма». В то же время колонисты полагали, что хребет (Холм), указанный в договоре, это не Голубой Хребет, а горы Аллегейни. Соответственно, договор не запрещает им переходить Голубой хребет и селиться в долине Шенандоа.